# Gobierno de Chucuito
El gobierno de Chucuito, provincia de Chucuito o provincia del Rey fue un área administrativa integrante del Imperio español dentro del Virreinato del Perú hasta 1776 cuando fue integrado al Virreinato del Río de la Plata. Estaba situado en territorio de la actual República del Perú, a orillas del lago Titicaca en el departamento de Puno.

## Antecedentes
El pueblo de Chucuito era la capital de los lupacas. En enero de 1533 arribaron a él los primeros españoles: Diego de Agüero y Pedro Martínez de Moguer en busca de oro destinado al rescate del inca Atahualpa. En 1535 Diego de Almagro y Paullu Inca ocuparon Chucuito, realizando saqueos en poblaciones cercanas.
En 1539 Francisco Pizarro llegó a Chucuito y delimitó la provincia, declarándola encomienda propiedad exclusiva del rey Carlos I de España.
En 1548 el virrey del Perú La Gasca nombró a Diego de Mercado para gobernar Chucuito y en 1550 fijó los tributos de la provincia. A Mercado le sucedieron como corregidores entre 1551 y 1555, Pedro Enciso y entre 1557 y 1560 García Díez de San Miguel.
Desde el 18 de septiembre de 1559 la provincia de Chucuito quedó incluida en la jurisdicción de la Real Audiencia de Charcas.
Tras la división del obispado del Cuzco y la formación del de Charcas en 1552, se desató una disputa sobre la jurisdicción de los mismos en las provincias de Chucuito y Paucarcolla. 
En 1569 el gobernador y capitán general del Perú Lope García de Castro (no era virrey) dividió el territorio del virreinato en corregimientos de indios, que eran sufragáneos de los corregimientos de españoles más cercanos. El corregimiento de Chucuito quedó bajo la jurisdicción del corregimiento de españoles de La Paz, quedando como una de sus provincias subordinadas.
En 1575 Torata fue transferida desde el corregimiento de Chucuito al corregimiento de Moquegua.

## Creación del gobierno de Chucuito
En 1578 se creó el gobierno de Chucuito, regido por un gobernador nombrado y enviado desde España, finalizando su dependencia de la ciudad de La Paz.
En 1605 fue creado el obispado de La Paz mediante una bula del papa Pablo V. Comprendía 80 curatos entre Paucarcolla y Chucuito a orillas del lago Titicaca y las provincias de Larecaja, Pacajes, Sicasica y Omasuyos.
En 1776 el gobierno de Chucuito fue integrado al Virreinato del Río de la Plata y en 1780 fue campo de batalla de la rebelión de Túpac Amaru II.

Está situada esta provincia sobre la laguna del mismo nombre, que es de las más singulares y nombradas del universo. La extensión de la provincia es de 25 leguas de largo y 30 de ancho con 7 pueblos bajo su jurisdicción, que son: la ciudad de Chucuyto (capital), Acora, Juli, Ylabe, Pomata, Yunguyo y Cepita. Los tres primeros son de bastante extensión y número de habitantes, y en la capital reside el Gobernador y las Cajas Reales. Además déstos hay otra especie de pueblos que llaman asientos de minas con considerable número de habitantes en sus partidos; éstos son los de San Antonio de Esquilache, Pichacani y el Desaguadero, cuyas minas de plata aunque están en decadencia tienen sugetas á su jurisdicción entre españoles é indios, la primera de 1400 á 1500 almas, 2000 la segunda y otras tantas la tercera, siendo el total déstas en toda la provincia según la relación del Governador, de 60 á 60 000 con 400 milicianos armados.
Descripción de la Provincia de Chucuito, 10 de octubre de 1780

En 1782 pasó a ser un partido de la intendencia de La Paz, lo que se efectivizó en 1784.